# Список дипломатических миссий Испании
Список дипломатических миссий Испании — Испания обладает обширной сетью дипломатических представительств, имея свои посольства в 118 государствах.

## Африка
- Алжир, Эль-Джазаир (посольство)
  - Оран (генеральное консульство)
- Ангола, Луанда (посольство)
- Камерун, Яунде (посольство)
- Кабо-Верде, Прая (посольство)
- Демократическая Республика Конго, Киншаса (посольство)
- Кот д’Ивуар, Абиджан (посольство)
- Египет, Каир (посольство)
  - Александрия (генеральное консульство)
- Экваториальная Гвинея, Малабо (посольство)
  - Бата (генеральное консульство)
- Эфиопия, Аддис-Абеба (посольство)
- Габон, Либревиль (посольство)
- Гвинея, Конакри (посольство)
- Гвинея-Бисау, Бисау (посольство)
- Кения, Найроби (посольство)
- Ливия, Триполи (посольство)
- Мали, Бамако (посольство)
- Мавритания, Нуакшот (посольство)
  - Нуадибу (генеральное консульство)
- Марокко, Рабат (посольство)
  - Касабланка (генеральное консульство)
  - Агадир (генеральное консульство)
  - Надор (генеральное консульство)
  - Танжер (генеральное консульство)
  - Тетуан (генеральное консульство)
  - Лараш (консульство)
- Мозамбик, Мапуту (посольство)
- Намибия, Виндхук (посольство)
- Нигер, Ниамей (посольство)
- Нигерия, Абуджа (посольство)
  - Лагос (генеральное консульство)
- Сенегал, Дакар (посольство)
- ЮАР, Претория (посольство)
  - Кейптаун (консульство)
- Судан, Хартум (посольство)
- Танзания, Дар-эс-Салам (посольство)
- Тунис, Тунис (посольство)
- Зимбабве, Хараре (посольство)

## Америка
- Аргентина, Буэнос-Айрес (посольство)
  - Байя-Бланка (генеральное консульство)
  - Кордова (генеральное консульство)
  - Росарио (генеральное консульство)
  - Мендоса (генеральное консульство)
- Боливия, Ла-Пас (посольство)
  - Санта-Крус-де-ла-Сьерра (генеральное консульство)
- Бразилия, Бразилиа (посольство)
  - Салвадор (генеральное консульство)
  - Порту-Алегри (генеральное консульство)
  - Рио-де-Жанейро (генеральное консульство)
  - Сан-Паулу (консульство первого класса)
- Канада, Оттава (посольство)
  - Монреаль (генеральное консульство)
  - Торонто (генеральное консульство)
- Чили, Сантьяго (посольство)
- Колумбия, Богота (посольство)
  - Картахена (генеральное консульство)
- Коста-Рика, Сан-Хосе (посольство)
- Куба, Гавана (посольство)
- Доминиканская республика, Санто-Доминго (посольство)
- Эквадор, Кито (посольство)
  - Гуаякиль (генеральное консульство)
- Сальвадор, Сан-Сальвадор (посольство)
- Гватемала, Гватемала (посольство)
- Гаити, Порт-о-Пренс (посольство)
- Гондурас, Тегусигальпа (посольство)
- Ямайка, Кингстон (посольство)
- Мексика, Мехико (посольство)
  - Гвадалахара (генеральное консульство)
  - Монтеррей (генеральное консульство)
- Никарагуа, Манагуа (посольство)
- Панама, Панама (посольство)
- Парагвай, Асунсьон (посольство)
- Перу, Лима (посольство)
- Тринидад и Тобаго, Порт-оф-Спейн (посольство)
- США, Вашингтон (посольство)
  - Бостон (генеральное консульство)
  - Чикаго (генеральное консульство)
  - Детройт(консульство первого класса)
  - Хьюстон (генеральное консульство)
  - Лос-Анджелес (генеральное консульство)
  - Майами (генеральное консульство)
  - Нью-Йорк (генеральное консульство)
  - Сан-Франциско (генеральное консульство)
  -  Пуэрто-Рико, Сан-Хуан (генеральное консульство)
- Уругвай, Монтевидео (посольство)
- Венесуэла, Каракас (посольство)

## Азия
- Афганистан, Кабул (посольство)
- Бангладеш, Дакка (посольство)
- Китай, Пекин (посольство)
  - Гуанчжоу (генеральное консульство)
  - Гонконг (генеральное консульство)
  - Шанхай (генеральное консульство)
- Индия, Нью-Дели (посольство)
  - Мумбай (генеральное консульство)
- Индонезия, Джакарта (посольство)
- Иран, Тегеран (посольство)
- Ирак, Багдад (посольство)
- Израиль, Тель-Авив (посольство)
  - Иерусалим (генеральное консульство)
- Япония, Токио (посольство)
- Иордания, Амман (посольство)
- Казахстан, Астана (посольство)
- Сеул (посольство)
- Кувейт, Эль-Кувейт (посольство)
- Ливан, Бейрут (посольство)
- Малайзия, Куала-Лумпур (посольство)
- Оман, Маскат (посольство)
- Пакистан, Исламабад (посольство)
- Филиппины, Манила (посольство)
- Катар, Доха (посольство)
- Саудовская Аравия, Эр-Рияд (посольство)
- Сингапур (посольство)
- Сирия, Дамаск (посольство)
- Тайвань, Тайбэй (торговая миссия)
- Таиланд, Бангкок (посольство)
- Турция, Анкара (посольство)
  - Стамбул (генеральное консульство)
- ОАЭ, Абу-Даби (посольство)
- Йемен, Сана (посольство)
- Вьетнам, Ханой (посольство)

## Европа
- Албания, Тирана (посольство)
  - Влёра (генеральное консульство)
- Андорра, Андорра-ла-Вьеха (посольство)
- Армения, Ереван (посольство)
- Австрия, Вена (посольство)
- Бельгия, Брюссель (посольство)
- Босния и Герцеговина, Сараево (посольство)
- Болгария, София (посольство)
- Хорватия, Загреб (посольство)
- Чехия, Прага (посольство)
- Кипр, Никосия (посольство)
- Дания, Копенгаген (посольство)
- Эстония, Таллин (посольство)
- Финляндия, Хельсинки (посольство)
- Франция, Париж (посольство)
  - Лион (генеральное консульство)
  - Марсель (генеральное консульство)
  - Байонна(генеральное консульство)
  - Тулуза (генеральное консульство)
  - Бордо (генеральное консульство)
  - Монпелье (генеральное консульство)
  - По (генеральное консульство)
  - Перпиньян (генеральное консульство)
  - Страсбург (генеральное консульство)
- Германия, Берлин (посольство)
  - Франкфурт-на-Майне (генеральное консульство)
  - Гамбург (генеральное консульство)
  - Ганновер (генеральное консульство)
  - Дюссельдорф(генеральное консульство)
  - Мюнхен (генеральное консульство)
  - Штутгарт (генеральное консульство)
- Греция, Афины (посольство)
- Ватикан, Рим (посольство)
- Венгрия, Будапешт (посольство)
- Ирландия, Дублин (посольство)
- Италия, Рим (посольство)
  - Генуя (генеральное консульство)
  - Милан (генеральное консульство)
  - Неаполь (генеральное консульство)
- Латвия, Рига (посольство)
- Литва, Вильнюс (посольство)
- Люксембург, Люксембург (посольство)
- Македония, Скопье (посольство)
- Мальта, Валлетта (посольство)
- Черногория, Подгорица (посольство)
- Нидерланды, Гаага (посольство)
  - Амстердам (генеральное консульство)
- Норвегия, Осло (посольство)
- Польша, Варшава (посольство)
- Португалия, Лиссабон (посольство)
  - Опорто (генеральное консульство)
  - Валенса (консульство)
  - Вила-Реаль (консульство)
- Румыния, Бухарест (посольство)
- Россия, Москва (посольство)
  - Санкт-Петербург (генеральное консульство)
- Сербия, Белград (посольство)
- Словакия, Братислава (посольство)
- Словения, Любляна (посольство)
- Швеция, Стокгольм (посольство)
- Швейцария, Берн (посольство)
  - Женева (генеральное консульство)
  - Цюрих (генеральное консульство)
- Украина, Киев (посольство)
- Великобритания, Лондон (посольство)
  - Эдинбург (генеральное консульство)

## Океания
- Австралия, Канберра (посольство)
  - Мельбурн (генеральное консульство)
  - Сидней (генеральное консульство)
- Новая Зеландия, Веллингтон (посольство)

## Международные организации
- - Аддис-Абеба (постоянный наблюдатель при ОАЕ)
  - Брюссель (постоянное представительство при ЕС)
  - Женева (постоянное представительство при учреждениях ООН)
  - Нью-Йорк (постоянное представительство при ООН)
  - Париж (постоянное представительство при ЮНЕСКО)
  - Страсбург (постоянное представительство при Совете Европы)
  - Вена (представительство при ОБСЕ)
  - Вашингтон (постоянный наблюдатель при ОАГ)